# ورزشگاه بین‌المللی المپیک
ورزشگاه بین‌المللی المپیک (انگلیسی: International Olympic Stadium) یک ورزشگاه فوتبال در کشور لبنان است.
این ورزشگاه که در شهر طرابلس است در سال ۲۰۰۰ ساخته شده‌است این ورزشگاه ۲۲٬۴۰۰ نفر ظرفیت دارد.